# Soundgarden
Soundgarden je ameriška glasbena skupina, ki je naprej delovala med letoma 1984 in 1997. Fantje so se združili nazaj leta 2010 in leta 2012 izdali povratniški album. Skupina igra  alternativni rock in grunge. 

## Diskografija
- Ultramega OK (1988)
- Louder Than Love (1989)
- Badmotorfinger (1991)
- Superunknown (1994)
- Down on the Upside (1996)
- King Animal (2012)